# Elżbieta cieszyńska
Elżbieta (ur. ?, zm. w 2 poł. XIV w.) – księżniczka cieszyńska z dynastii Piastów, cysterka trzebnicka.

## Życiorys
Córka księcia cieszyńskiego Kazimierza I i Eufemii, córki księcia czerskiego Trojdena I.
W zamyśle ojca miała realizować karierę kościelną, podobnie jak liczna grupa jej rodzeństwa, którą Kazimierz I przeznaczył do stanu duchownego. Starsza siostra Jolanta Helena wstąpiła do krakowskich klarysek, brat Siemowit dołączył do zgromadzenia joannitów, natomiast bracia Bolesław i Jan zaczynali jako klerycy w diecezji wrocławskiej.
Przypuszczalnie w 1363 r. Elżbieta porzuciła cysterski klasztor i związała się z margrabią Moraw Janem Henrykiem z dynastii Luksemburgów, bratem cesarza Karola IV. Wiadomość o jej wystąpieniu z trzebnickiego zakonu dotarła aż do Rzymu. Papież Urban V w liście z 20 stycznia 1364 nakazywał biskupowi wrocławskiemu Przecławowi z Pogorzeli przekonać Elżbietę do zerwania konkubinatu z margrabią Moraw i powrotu do cysterek trzebnickich. W tym samym roku zakończył się związek Piastówny z Luksemburgiem, a Jan Henryk ożenił się po raz trzeci. Tym razem jego wybranką została Małgorzata, córka arcyksięcia Austrii Albrechta II.
Dalsze losy Elżbiety nie są znane. Nie wiadomo, ani kiedy zmarła, ani gdzie została pochowana.